# Implante contracetivo

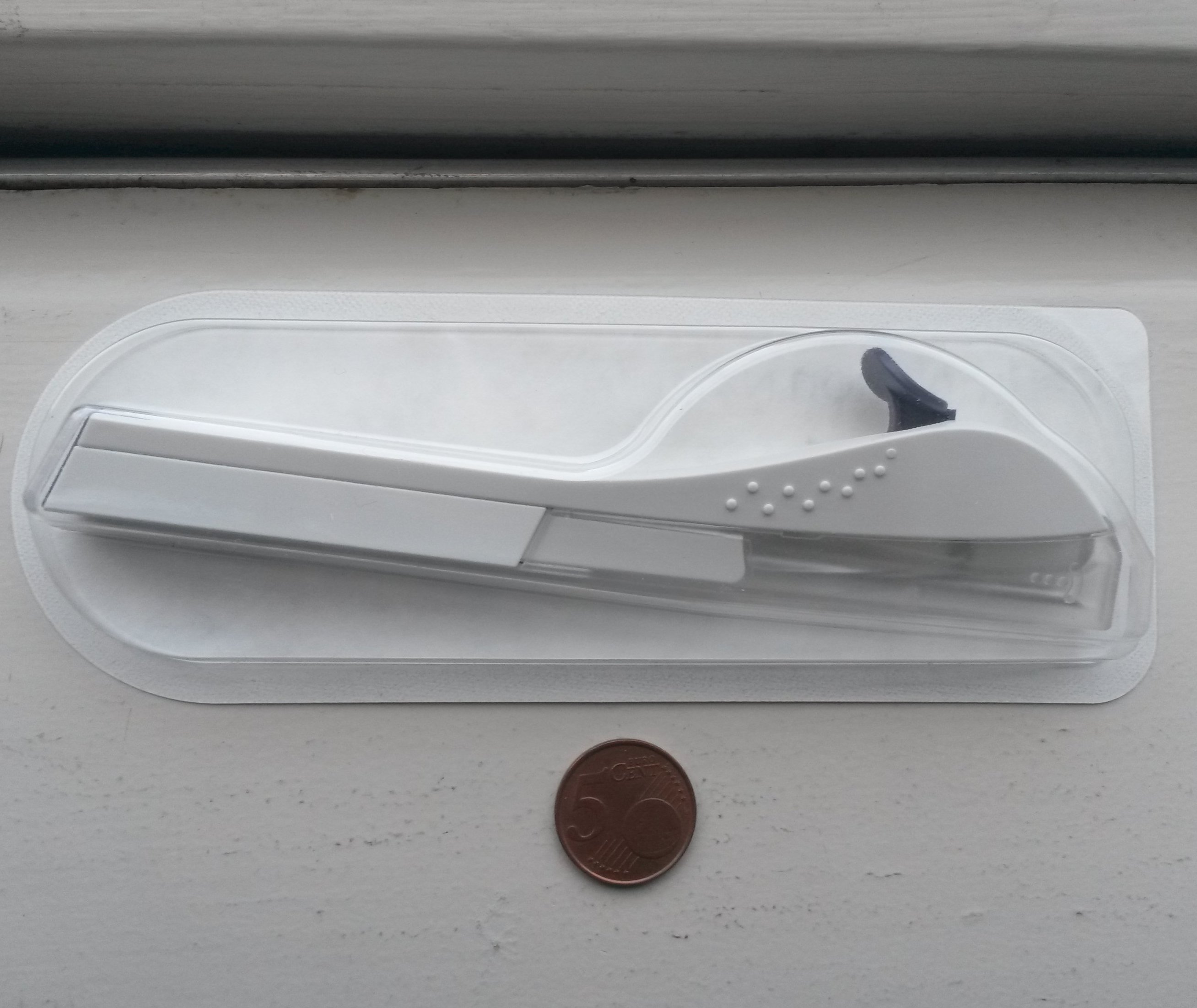
Aplicador de implante contracetivo.

Um implante contracetivo é um dispositivo médico implantável usado com finalidade contracetiva. Os implantes libertam diariamente uma pequena quantidade de hormonas para a corrente sanguínea que impedem a ovulação e tornam mais espesso o muco do colo do útero, dificultando a entrada de espermatozoides.